# Melithaea gracillima
Melithaea gracillima is een zachte koraalsoort uit de familie Melithaeidae. De koraalsoort komt uit het geslacht Melithaea. Melithaea gracillima werd in 1884 voor het eerst wetenschappelijk beschreven door Ridley. 